# 奥村栄頼
奥村 栄頼（おくむら はるより）は、江戸時代初期の武将。前田氏の家臣。奥村永福の子。発給文書で確認される実名（諱）は孝行、のち栄頼。
奥村永福の三男。末森合戦の頃から活躍する兄栄明・易英とは異なり、史料上では慶長12年（1607年）2月の白山万句「奥村右近孝行」が初見。後に対立する横山長知・康玄・長重（長治）とは、この頃は親しかったようで、主催する連歌に出席が確認されている。
慶長16年（1611年）、直江勝吉（本多政重）が藤堂高虎の推挙で前田家に再登用されたが、登用に積極的であった利長とは異なり、利常は勝吉が上杉家を離れた件から消極的であった。利長は近習の駒井重勝を介して利常を説得する書状を孝行に宛てており、この頃から利常に近侍していたようである。
慶長17年（1612年）には、七尾当麻氏の諸役を安堵する書状に岡島一吉と連署している。同年12月、本多政重が仕置職を辞任しようとするが、主君利常の説得により翻意して留まった。その際、政重が他の家老に宛てた書状に、伊予守（永福）・河内守（栄明）と共に名前が見え、奥村一門として利常に重用されていたことがわかる。
翌年、埴生八幡宮に利常室安産のため、栄明と連名で米30俵を寄進し、諱を孝行から栄頼に改名する。同年5月、利常が家督継承の挨拶で駿府の徳川家康の許に赴いた際には、家老として長知・栄明と共に家康に謁見している。
慶長19年（1614年）2月、横山長知・康玄・長治親子が利常の勘気を受けて処断されそうになり、比叡山に出奔する。後世編纂された「前田家雑録」などには、栄頼が長知を利常に讒言して出奔させ、さらに篠原一孝に長知を討ち取らせようとするが、かねてから栄頼と仲が悪かった一孝はこれを拒絶したという。その後も利常の重用は続き、同年6月には利長が没した後の仕置を政重・前田長種と共に命じられ、同年7月・9月に家康に謁見している。
ところが、大坂冬の陣で政重・長連龍と共に二番備に属した記録を最後に、栄頼の名は前田家から消える。後世編纂された史料には、
- 真田丸突入時に銃撃を受けた、旗が崩れた、などの失態を犯したので利常の勘気を受けて出奔した
- 冬の陣直前に帰参した横山長知が功を立てたので、面目を失って自ら出奔した
- 冬の陣後、1万8000石に加増されたが、栄頼は軍役通り3万石を要求したので折り合いが付かずに出奔した

などの諸説があるが、いずれにせよ、冬の陣後に利常の勘気を受けて前田家を離れたことは確かである。
寛永8年（1631年）4月4日、京都にて没したという。